# Aulonocara brevirostre
Aulonocara brevirostre е вид бодлоперка от семейство Цихлиди (Cichlidae).

## Разпространение и местообитание
Видът е разпространен в Малави.
Обитава пясъчните дъна на сладководни басейни и реки.

## Описание
На дължина достигат до 8 cm.